# Radstadt
Radstadt („orașul vechi din munți”) este situat pe valea Ennsului, în districtul Sankt Johann im Pongau, landul Salzburg, Austria. Localitatea a devenit cunoscută prin sporturile de iarnă sau drumețiile care se practică în regiunea munților Radstädter Tauern.